# Liesbeth den Besten
Elizabeth Laetitia (Liesbeth) den Besten (Amsterdam, 1956) is een Nederlandse kunsthistorica en auteur, gespecialiseerd in het werk van ontwerpers en met name sieraadontwerpers. Daarnaast is zij verzamelaar van onder meer sieraden. Zij is een dochter van dichter Ad den Besten.

## Loopbaan
Den Besten rondde haar studie kunstgeschiedenis aan de Universiteit van Amsterdam af in 1985. Kort daarna maakte zij haar eerste tentoonstelling over sieraden, gebaseerd op haar doctoraalscriptie, in de Van Reekum Galerij te Apeldoorn (1986). Zij publiceert over toegepaste kunst in onder meer catalogi, websites, kranten en boeken en treedt regelmatig op als (gast)conservator van tentoonstellingen. Ook maakt Den Besten met regelmaat deel uit van internationale jury's in verband met het toekennen van prijzen aan kunstenaars en geeft zij lezingen en gastlessen op verschillende internationale instituten.
Van 2006 tot 2007 was Den Besten gastdocent aan de Gerrit Rietveld Academie te Amsterdam.
Den Besten is voorzitter van de Stichting Françoise van den Bosch vanaf 2000. Zij is een van de oprichters van Think Tank, een Europees initiatief op het gebied van toegepaste kunst. De Think Tank is opgericht in september 2004 te Gmunden in Oostenrijk. Daarnaast is Den Besten oprichter en bestuurslid van de Stichting Sieraden Collecties (2014).

### Tentoonstellingen
- 1986 - Sieraden, vorm en idee, Van Reekum Galerij, Apeldoorn
- 1998 - Claartje Keur, portretten en colliers, Museum voor Moderne Kunst Arnhem
- 2000 - Charm, transformaties in de hedendaagse vormgeving, Bonnefantenmuseum, Maastricht (in samenwerking met onder meer Chequita Nahar)
- 2001 - De nieuwe ambtsketen, Stedelijk Museum Amsterdam (in samenwerking met Marjan Boot)
- 2006 - Sterke Verhalen, hedendaagse verhalende sieraden uit Nederland, Stedelijk Museum 's-Hertogenbosch, Den Bosch
- 2007 - European Voices, Objectspace Auckland, Nieuw-Zeeland (in samenwerking met Love Jönsson)
- 2009 - Gejaagd door de wind, Zuiderzeemuseum,  Enkhuizen
- 2011 - Ontketend, grenzeloze sieraden, Museum voor Moderne Kunst Arnhem
- 2013 - Below Sea Level, jewellery from the Netherlands, Galerri Format, Oslo

## Publicaties
- Besten, L. den (1997) Paul Derrez, Cool Creator. Amsterdam: Galerie Ra.
- Besten, L. den (1998) 'k Zou zo graag een ketting rijgen, Claartje Keur's collectie colliers & haar fotoportretten van de makers. Museum voor Moderne kunst Arnhem.
- On Jewellery, A Compendium of international contemporary art jewellery (2011). Stuttgart: Arnoldsche Art Publishers. ISBN 9783897903494
- Ralph Bakker Archief (2011). Rotterdam: Timmer Art Books. ISBN 9789080720688

### Catalogussen
- 1985 - Sieraden, vorm en idee, Van Reekum Galerij, Apeldoorn
- 2001 - De nieuwe ambtsketen, Stedelijk Museum Amsterdam
- 2002 - Display, een voorstel tot Gemeentelijke Kunstaankopen, Stedelijk Museum Amsterdam (in samenwerking met Marjan Boot)
- 2006 - Sterke verhalen, hedendaagse verhalende sieraden uit Nederland, Stedelijk Museum 's-Hertogenbosch